# Connie Nielsen
Connie Inge-Lise Nielsen (Frederikshavn, 3. srpnja 1965.) je danska glumica, najpoznatija po ulozi Lucile u Oscarom nagrađenom povijesnom spektaklu Gladijator te Gladijatoru 2.

## Važnije uloge
- Đavolji odvjetnik (1997.) - Christabella Andreoli
- Vojnik (1998.) - Sandra
- Gladijator (2000.) - Lucila
- Gladijator 2 (2024.) - Lucila

## Vanjske poveznice
- Connie Nielsen u internetskoj bazi filmova IMDb-u (engl.)